# Pionus menstruus
Il pappagallo testablu (Pionus menstruus Linnaeus, 1766) è un uccello della famiglia degli Psittacidi.

## Descrizione
Ha taglia attorno ai 28 cm, colore generale verde, anello perioftalmico bianco, iride scura, becco nero con segni rossi all'attaccatura, testa coperta da un cappuccio blu che scende fino al petto, macchia grigia sulle copritrici auricolari, sottocoda rosso, zampe grigie. Gli immaturi sono quasi completamente verdi. È classificato in tre sottospecie:
- P. m. menstruus, sottospecie nominale appena descritta;
- P. m. reichenowi, caratterizzato dal fatto che il blu sul petto scende fino al sottocoda, e dal becco giallastro;
- P. m. rubrigularis, simile alla sottospecie nominale ma con il blu della gola e della parte alta del petto picchiettato di rosso.

## Diffusione
È localizzato in due popolazioni stabili che occupano un vasto areale: la sottospecie nominale e la sottospecie P. m. rubrigularis formano una sola popolazione, molto diffusa, che occupa Costa Rica, Panama, Trinidad, Venezuela, Guyana, parte andina orientale di Colombia, Ecuador e Perù, Brasile del centro-nord e Bolivia settentrionale; la sottospecie P. m. reichenowi invece si è localizzata lungo la costiera nord-orientale del Brasile ed è in pericolo di estinzione. In cattività è presente e si riproduce con regolarità.

## Biologia
Vive nelle foreste primarie e secondarie; la stagione riproduttiva va da novembre ad aprile e il nido viene allestito nella cavità di un tronco. La femmina depone normalmente 3 uova che cova per 28 giorni; i piccoli si involano a circa 8-10 settimane di vita.